# Yogendran Krishnan
Yogendran Krishnan (* 23. September 1982 in Kuala Lumpur) ist ein malaysischer Badmintonspieler. 

## Karriere
Yogendran Krishnan siegte 2011 bei den Manukau International sowie 2010 und 2011 bei den Altona International. Bei den Singapur International 2003 wurde er ebenso Dritter wie bei den Iran International 2013. Bei den Malaysia International 2005 belegte er Rang zwei.